# Lithostege apatela
Lithostege apatela är en fjärilsart som beskrevs av Louis Beethoven Prout 1938. Lithostege apatela ingår i släktet Lithostege och familjen mätare. Inga underarter finns listade i Catalogue of Life.